# Hallettsville
Hallettsville is een plaats (city) in de Amerikaanse staat Texas, en valt bestuurlijk gezien onder Lavaca County.

## Demografie
Bij de volkstelling in 2000 werd het aantal inwoners vastgesteld op 2345.
In 2006 is het aantal inwoners door het United States Census Bureau geschat op 2538, een stijging van 193 (8,2%).

## Geografie
Volgens het United States Census Bureau beslaat de plaats een oppervlakte van
5,8 km², geheel bestaande uit land. Hallettsville ligt op ongeveer 71 m boven zeeniveau.

## Plaatsen in de nabije omgeving
De onderstaande figuur toont nabijgelegen plaatsen in een straal van 32 km rond Hallettsville.